# Skarp

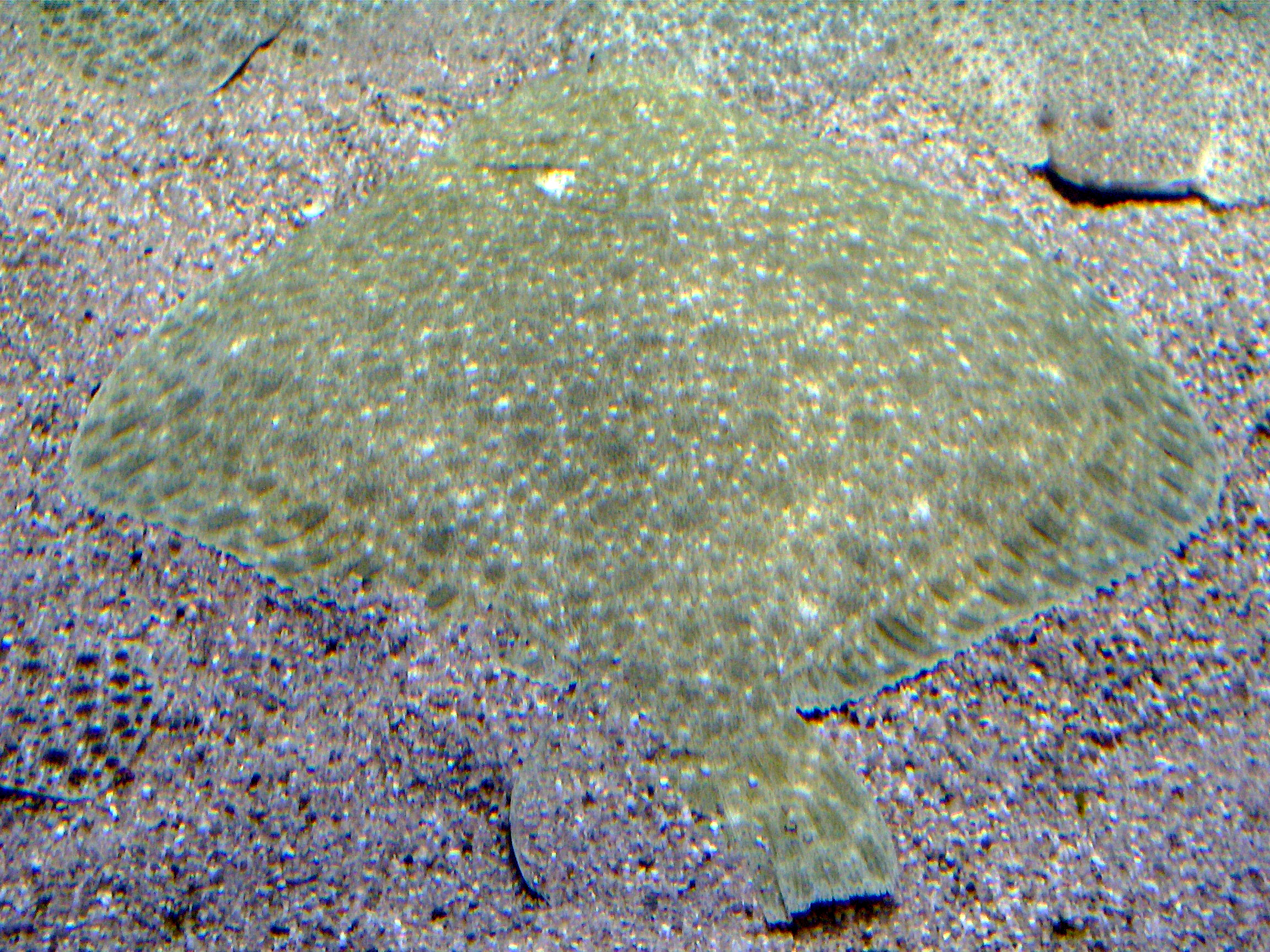
Turbot dobrze zamaskowany na dnie

Skarp, turbot  (Scophthalmus maximus) – gatunek ryby flądrokształtnej z rodziny nagładowatych (Scophthalmidae).

## Zasięg występowania
Zamieszkują dna mórz strefy zwrotnikowej i umiarkowanej. Łowiony również w polskiej części Bałtyku.

## Opis
Ciało wygrzbiecone, w zarysie tułowia niemal koliste. Ubarwienie zależne od podłoża (mimetyzm), spodnia strona ciała nie zawiera pigmentu. Strona wierzchnia jest pokryta nieregularnie rozłożonymi, ostro zakończonymi wzgórkami kostnymi. Osiągane rozmiary są zależne od warunków środowiskowych. W Bałtyku spotykane są okazy dorastające do ok. 50 cm, a w Morzu Północnym do 1 m długości. Metrowy skarp osiąga do 20 kg masy ciała.
Populacja bałtycka dojrzewa w trzecim roku życia, populacje oceaniczne – w piątym. U turbota tarło następuje latem. Dorosła samica składa kilka milionów jaj. Ikra i larwy pelagiczne.
Na pożywienie turbotów składają się głównie małe ryby.

## Znaczenie gospodarcze
Skarp jest poławiany gospodarczo na dużą skalę.